# Bishnupaduka
Bishnupaduka – gaun wikas samiti we wschodniej części Nepalu w strefie Kośi w dystrykcie Sunsari. Według nepalskiego spisu powszechnego z 2001 roku liczył on 844 gospodarstw domowych i 4718 mieszkańców (2408 kobiet i 2310 mężczyzn).